# 158329 Stevekent
158329 Stevekent este un asteroid din centura principală de asteroizi.

## Descriere
158329 Stevekent este un asteroid din centura principală de asteroizi. A fost descoperit pe 11 noiembrie 2001 la Apache Point Observatory în cadrul programului Sloan Digital Sky Survey. Asteroidul prezintă o orbită caracterizată de o semiaxă mare de 2,28 ua, o excentricitate de 0,20 și o înclinație de 8,8° în raport cu ecliptica.